# William Rémy
William Rémy (* 4. April 1991 in Courbevoie) ist ein französischer Fußballspieler.

## Karriere

### Verein
Rémy begann seine Karriere im Jahr 2002. Schon damals war er in den Jugendmannschaften vom RC Lens. Sein Profidebüt gab er am 13. Oktober 2008 beim 1:0-Sieg gegen EA Guingamp. Er wurde acht Minuten vor Schluss eingewechselt. Im selben Spiel gab auch sein Freund Steven Joseph-Monrose sein Profidebüt. Die beiden haben schon in den Jugendmannschaften zusammengespielt.
2010 wurde er an den Drittligisten US Créteil ausgeliehen. Nach vier Ligaeinsätze kehrte er nach Lens zurück, wo sein Vertrag im Sommer 2012 nicht verlängert wurde. Stattdessen wechselte er zu FCO Dijon, wo er einen Drei-Jahres-Vertrag unterschrieb. Danach spielte er für zweieinhalb Jahre beim HSC Montpellier und wechselte im Januar 2018 zum polnischen Meister Legia Warschau in die Ekstraklasa. In über zwei Jahren machte er 40 Spiele in der Ekstraklasa, dabei schoss er drei Tore. Mitte Dezember wurde sein Vertrag in Warschau aufgelöst.

### Nationalmannschaft
Er wurde im Jahr 2007 für die französische U-17-Nationalmannschaft nominiert. Er beendete mit seinem Team die U-17-Fußball-Europameisterschaft 2008 auf Platz zwei. Sie verloren das Endspiel gegen Spanien mit 0:4. Noch in der Gruppenphase schoss Rémy ein sehenswertes Volleytor nach einer Ecke. Das Spiel endete mit einem 3:3. Danach absolvierte er elf Spiele für die französische U-18- und ein Spiel für die U-19-Nationalmannschaft.